# تپه موسیان
تپه موسیان مربوط به اواخر دوره نوسنگی - عصر برنز قدیم است و در شمال غرب شهر موسیان واقع شده و این اثر در تاریخ ۳ بهمن ۱۳۷۹ با شمارهٔ ثبت ۲۹۷۹ به‌عنوان یکی از آثار ملی ایران به ثبت رسیده است.